# Eino Kaila
Pour les articles homonymes, voir Kaila.
Eino Sakari Kaila est un philosophe, un psychologue, critique et enseignant finlandais.
Il est l'un des artistes culturels les plus importants de son temps en Finlande.
Eino Kaila a été professeur de psychologie à l'université d'Helsinki de 1919 à 1929 et premier professeur de philosophie à l'université de Turku de 1921 à 1930. Par la suite, il est professeur de philosophie théorique à l'université d'Helsinki de 1930 à 1948 et premier membre philosophique de l'Académie de Finlande de 1948 à 1958.
Kaila a travaillé dans plusieurs domaines, non seulement en philosophie et en psychologie, mais aussi en physique et au théâtre . Dans sa pensée, Kaila était un scientifique cohérent et cherchait un concept holistique de la réalité tout en soulignant l'orientation avancée de la philosophie. Il a cherché à trouver des principes communs entre les différentes sciences humaines et sciences naturelles. L'étudiant le plus célèbre de Kaila, Georg Henrik von Wright, l'a décrit comme un grand conférencier, un scientifique profond et une personnalité aux multiples facettes.

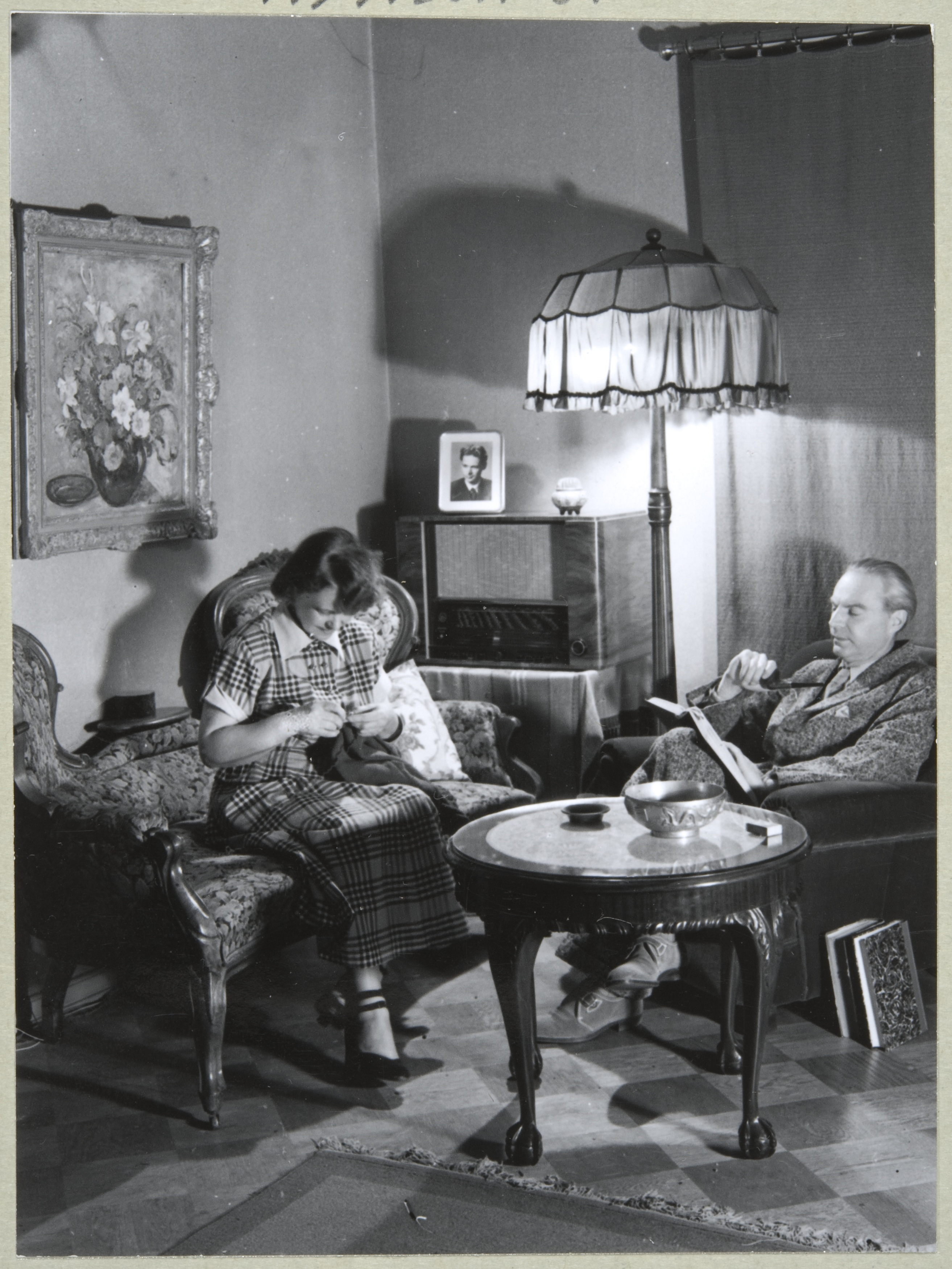
L'artiste peintre Anna Snellman-Kaila (1884–1962) et son mari Eino Kaila (vers 1945).

## Biographie
Eino Sakari Kaila, nait Johansson, le 9 août 1890 à Alajärvi en Finlande.
Son père, Erkki Kaila est un pasteur protestant qui devient, plus tard, archevêque. Il est diplômé de l'université d'Helsinki en 1910. Dans les années 1920, il travaille dans le domaine de la critique littéraire et de la psychologie en tant que professeur à l'université de Turku. Il serait le premier à introduire la psychologie gestuelle en Finlande. Il fait partie des milieux culturels de l'époque avec Jean Sibelius et Frans Emil Sillanpää. En 1919, il épouse la peintre Anna Lovisa Snellman. En 1930, il est nommé professeur de philosophie à l'université d'Helsinki. Eino Sakari Kaila visite Vienne, pour la première fois, en 1929 et participe aux sessions du cercle de Vienne. Pendant la Seconde Guerre mondiale, il donne des conférences en Allemagne. En 1948, Eino Sakari Kaila  est nommé Académicien.
Il meurt à Kirkkonummi, le 31 juillet 1958.

## Œuvres
- Über die Motivation und die Entscheidung (thèse, 1916)
- Ernest Renan (1917)
- Sielunelämä biologisena ilmiönä (Helsinki: Otava, 1920)
- Sielunelämän rakenne (1923)
- Der Satz vom Ausgleich des Zufalls und das Kausalprinzip: Erkenntnislogische Studien (1925)
- Die Prinzipien der Wahrscheinlichkeitslogik (1926)
- Sielunelämän rakenne (Porvoo: WSOY, 1926}
- Probleme der Deduktion (1928)
- Beiträge zu einer synthetischen Philosophie (1928),
- Der Logistische Neupositivismus: Eine kritische Studie (1930)
- Die Reaktionen des Säuglingsauf das menschliche Gesicht (1932)
- Persoonallisuus (1934) 
  - (fi) Persoonallisuus, Helsinki, Otava, 1982, 8e éd., 440 p. (ISBN 952-99366-6-4)
- Über das System der Wirklichkeitsbegriffe. Ein Beitrag zum logische Empirismus (Acta Philosophica Fennica, 1936)
- Inhimillinen tieto: Mitä se on ja mitä se ei ole (Helsinki: Otava, 1939)
- Syvähenkinen elämä (1943).
  - (fi) Syvähenkinen elämä : Keskusteluja viimeisistä kysymyksistä, Helsinki, Otava, 1985, 3e éd. (ISBN 951-37-1741-0)
- Tankens oro (1944)
- Terminalkausalität Als Die Grundlage Eines Unitarischen Naturbegriffs (1956)
- Hahmottuva maailma (inachevé, 1958)
- (fi) Valitut teokset 1, Helsinki, Otava, 1990 (ISBN 951-1-11381-X)
- (fi) Valitut teokset 2, Helsinki, Otava, 1992 (ISBN 951-1-11381-X)